# Aquablue
Aquablue ist eine  französische Science-Fiction-Comicserie. Sie wurde von Thierry Cailleteau und  Olivier Vatine (1. Serie), Ciro Tota (2. Serie) und  Stéphane Brangier (3. Serie) geschrieben und gezeichnet.
Die Abenteuerserie setzt sich vor einem Militärhintergrund kritisch mit Themen wie  Umweltverschmutzung, Ressourcenausbeutung und Kolonialismus auseinander. Die Serie wurde größtenteils ins Deutsche und Englische übersetzt und ist darüber hinaus auch noch auf Polnisch und Holländisch erschienen.

## Themen
Die Haupthandlung von Aquablue erzählt die Jugend des Waisenkindes Wilfried Morgenstern, der als einziger Überlebender des White-Star-Raumschiffes auf einem von primitiven humanoiden Ureinwohnern bewohnten Wasserplaneten aufwächst. Er wird von seinem Roboterkindermädchen Cybot begleitet und von den blauen Ureinwohnern in ihre Mitte genommen, wo er die Fähigkeiten eines Fischers, Schwimmers und Kämpfers auf übermenschlichem Niveau erlernt. Bei seiner Ankunft wird er von einem riesigen Mantarochen gerettet, den die Inselbewohner als Gottheit verehren. Diesem Geschehen hat er seinem Spitznamen Nao zu verdanken.

## Bände

### Band 1–5
Diese Ausgaben umfassen die Hauptserie, die Handlung konzentriert sich auf den Kampf der Ureinwohner gegen den Erdkonzern Texec, der die Rohstoffe ausbeutet und die Bevölkerung versklavt. Die Energiewerke von Texec lassen den tropischen Planeten langsam vereisen, was den Tod für alle Lebewesen bedeuten würde.
Nao versucht dies, zunächst mit Diplomatie, dann mit offenem Kampf zu verhindern. Geschrieben wurden diese Abenteuer von Thierry Cailleteau und gezeichnet von Olivier Vatine, ab Band 4 von Ciro Tota.

### Band 6–7
Beide Alben behandeln die Vorgeschichte der 1. Serie und führen neue Planeten und Figuren in das Aquablue-Universum ein. Geschrieben und gezeichnet von Ciro Tota.

### Band 8–11
In den Ausgaben 8–11 wird die Nachgeschichte zur Hauptserie erzählt. Der Wiederaufbau von Aquablue steht im Mittelpunkt der Bände 8 und 9, sowie die Gründung der Aquablue Foundation zum Schutz des Planeten, seiner Flora und Fauna und Bewohner. Großwildjäger, die bedrohte Tierarten ausrotten bilden ein neues Problem für Nao und seine Gefolgsleute. Gezeichnet und geschrieben von Stéphane Brangier. Band 10 und 11, geschrieben von Thierry Cailleteau und gezeichnet von Siro, spielt auf dem Planeten Teetlan, wo Nao mit dem Fluch der Königin Marachna, Hohepriesterin des Spinnengottes Arakh, konfrontiert wird.
Die Bände 1–10 hat der Splitter Verlag zwischen 2018 und 2020 in einer dreibändigen Gesamtausgabe neu aufgelegt, in der auch Band 11 erstmals in deutscher Sprache enthalten ist.

### Band 12–17
Der Verlag Splitter hat Anfang April 2013 den ersten Teil der Fortsetzung der Serie veröffentlicht: "Aquablue – New Era: 1. Rückkehr zu den Wurzeln". Der Autor des Comics ist Regis Hautiere, die Zeichnungen fertigte Reno. Der zweite Teil, "Siebengestirn",  wurde im Oktober 2013 veröffentlicht, Teil 3, "Standard Island", im April 2014, Teil 4, "Gan Eden", im Oktober 2016, Band 5, "Rakahangai", ist im September 2018 erschienen, Band 7, "Die Nacht der Barmherzigkeit" im Juni 2022.

## Zeichenstile
Die Bände 1–4, die von Olivier Vatine gezeichnet wurden, sind stark von der Ligne claire beeinflusst, also klare Linien und keine Schattierungen.
Ciro Tota orientiert sich zwar noch grob am Stil der Anfangsserie, ist aber wesentlich realistischer und sehr nah am Manga. Mit Stéphane Brangier kehrt wieder der klassische Stil von Aquablue in die Serie zurück, bedient sich jedoch an manchen Stellen Schattierungen.

## Preise
Auf dem Festival International de la Bande Dessin 1989 gewann Aquablue den Jugendpreis.

## Avatar
Der 2009 erschienene Film  von James Cameron Avatar – Aufbruch nach Pandora bedient sich vieler Ideen, Charakter Themen und erinnert atmosphärisch und in seiner Handlungsweise stark an Aquablue (1989).

## Nachweise
1. ↑  Aquablue - New Era: 1 bei Splitter
2. ↑  Programmvorschau im Comicreport

## Weblink
- Aquablue bei comicguide.de